# Виделль, Линус
Ли́нус Ви́делль (швед. Linus Videll; род. 5 мая 1985, Стокгольм) — шведский хоккеист, крайний нападающий. Воспитанник клуба «Юргорден».

## Карьера
Начал карьеру в 2003 году в составе клуба Шведской элитной серии «Сёдертелье», выступая до этого за его фарм-клуб, а также вторые команды АИКа и «Брюнеса». В том же году на драфте НХЛ он был выбран в 7 раунде под общим 204 номером клубом «Колорадо Эвеланш». За «Сёдертелье» Линус выступал до 2011 года с небольшими перерывами в сезонах 2004/05 и 2005/06, когда он выходил на лёд в составах АИКа и «Хальмстад Хаммерз». За это время Виделль провёл 355 матчей, в которых он набрал 209 (96+113) очков.
Однако после сезона 2010/11, когда «Сёдертелье» вылетел из элитного шведского дивизиона, Линус принял решение покинуть клуб и, несмотря на слухи, связывавшие его с Континентальной хоккейной лигой, подписал контракт с АИКом. Сезон 2011/12 Виделль начал крайне успешно — в 14 матчах на его счету значились 12 (5+7) очков. Однако из-за финансовых проблем, связанных с тем, что руководство шведской полиции приняло решение брать деньги за свои услуги по оказанию помощи в проведении матчей с клубов, которыми владеют акционерные общества, Виделлю пришлось покинуть АИК, после чего за компенсацию в размере €385,000 он присоединился к ханты-мансийской «Югре».
В своём первом же матче в составе нового клуба против петербургского СКА забросил шайбу и сделал результативную передачу, однако его команда уступила в овертайме со счётом 4:5.
1 ноября 2019 года было официально объявлено о переходе хоккеиста «Барыс».
23 мая 2020 года продлил контракт с «Барысом».

### Международная карьера
В составе сборной Швеции принимал участие в юниорском чемпионате мира 2003 года, а также мировом молодёжном первенстве 2005 года. На этих турнирах он провёл 12 матчей, набрав 6 (2+4) очков. Также призывался под знамёна сборной для участия в матчах Еврохоккейтура в сезонах 2007/08 и 2008/09.

## Статистика
| Легенда | Легенда                    | Легенда | Легенда                   | Легенда | Легенда    |
| ------- | -------------------------- | ------- | ------------------------- | ------- | ---------- |
| И       | Количество проведённых игр | Штр     | Штрафное время            | +/−     | Плюс-минус |
| Г       | Голы                       | П       | Голевые передачи          | О       | Очки       |
| -       | Статистика неизвестна      | —       | Статистика не учитывалась |         |            |

### Клубная карьера
- a В этом сезоне в «Плей-офф» учитывается статистика игрока в Кубке Надежды.
- b В «Регулярном сезоне» учитывается статистика игрока совместно с Переходным турниром.

### Международная
| Турнир   | Место | Игр | Г | П | Очк | +/- | Штр |
| -------- | ----- | --- | - | - | --- | --- | --- |
| ЮЧМ-2003 | 5     | 6   | 2 | 0 | 2   | -1  | 12  |
| МЧМ-2005 | 6     | 6   | 0 | 4 | 4   | -2  | 0   |